# ناحیه بوداکا
ناحیه بوداکا (به لاتین: Budaka District) یک منطقهٔ مسکونی در اوگاندا است که در استان شرقی، اوگاندا واقع شده است. ناحیه بوداکا ۱۷۸٬۹۰۰ نفر جمعیت دارد و ۱٬۰۸۰ متر بالاتر از سطح دریا واقع شده است.